# 클론다이크 골드러시

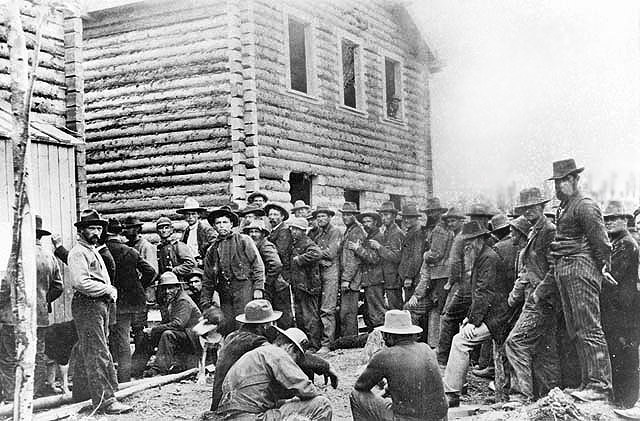

클론다이크 골드 러시(Klondike Gold Rush)는 1896년에서 1899년 사이에 캐나다 북서부 유콘의 클론다이크 지역으로 약 10만 명의 광부가 이주한 것으로 1896년 8월 16일에 금광 이 발견되었고, 그 다음 해에는 시애틀과 샌프란시스코 등에서 클론다이크 골드 러시 붐을 일으켰다. 일부는 부자가 되었지만 대다수는 헛되이 되돌아갔다. 이것은 사진, 책, 영화 등 역사에서 명성이 전해지고 있다.

## 같이 보기
- 콜로라도 골드러시
- 캘리포니아 골드 러시

## 참고
- 알래스카주 웹사이트
- 클론다이크 골드러시 국립 역사공원 보관됨 2016-08-20 - 웨이백 머신